# Джонс, Эндрю (музыкант)
Эндрю «Джуниор Бой» Джонс (англ. Andrew «Jr. Boy» Jones), настоящее имя Эндрю Бенни Джонс-младший (англ. Andrew Bennie Jones Jr.; 16 октября 1948, Даллас, Техас, США) — американский блюзовый гитарист, вокалист и автор песен. Номинант Blues Music Awards в номинациях «Лучший дебют» (1998). 

## Биография
Эндрю Джонс родился в Далласе в 1948 году в семье в семье Эндрю Бенни Джонса-старшего (1918—2010) и Глэдис Скотт Букер (девичья фамилия; 1917—2007), которая в 1940-х годах была певицей биг-бендов, включая группу Southern Swingsters под руководством саксофониста Адольфуса Снида (отчима Эндрю), от которого он получил свою первую серьёзную гитару. Своё прозвище «Джуниор Бой» Джонс получил от бабушки. В подростковом возрасте Джонс освоил гитару и уже в возрасте семнадцати лет присоединился к группе поддержки Фредди Кинга Thunderbirds. С Фредди Кингом Джонс гастролировал в течение двух лет, и в 1967 году Джонс стал участником группы поддержки Бобби Паттерсона Mustangs, с которой он записал несколько синглов. В начале 1970-х годов Джонс уже имел постоянную работу сессионного гитариста в Далласе, аккомпанируя многим музыкантам. 
В 1973 году Джонс вновь присоединился к группе поддержки Фредди Кинга и играл с ним почти до самой смерти Кинга в 1976 году, в последний год будучи заменённым Смокин Джо Кубеком. Во второй половине 1970-х Джонс создал соул-группу, известную как Creators, которая подписала контракт с RCA Records. Сингл группы 1979 года «Blame It on Me» имел больший успех в кругах любителей северного соула Великобритании, чем в США. В начале 1980-х он работал локально, в клубах Далласа, в основном поддерживая Ар Эл Гриффина и Хэла Харриса, а затем постоянно работал с Джонни Тейлором вплоть до 1985 года. В конце 1987 года Джонс перебрался в Калифорнию, где вместе с бывшим барабанщиком Бобби Блэнда Тони Коулменом, и басистом Би Би Кинга Расселом Джексоном они создали группу Silent Partners. Группа в частности работала с Кэти Уэбстер как на концертах, так и на её альбоме 1988 года Swamp Boogie Queen, затем трио стало постоянно работать с Чарли Масселуайтом, с которым Джонс оставался до 1996 года. В этот период Джонс гастролировал по миру и сыграл на трёх альбомах Масселуайта: Ace of Harps (1990), Signature (1991) и In My Time (1993). В 1995 году группа Charlie Musselwhite Band, в которой играл Джонс, получила титул лучшей группы года Blues Music Awards.
В 1997 году Джонс выпустил свой дебютный сольный альбом I Need Time на лейбле JSP Records и за ним годом позже последовал Watch What You Say (Rounder Records). После выпуска Watch What You Say Джонс был номинирован на премию Blues Music Award в категории «Лучший новый блюзовый исполнитель». С того момента Джонс сравнительно регулярно записывается и гастролирует, как в США, так и за пределами, в его послужном списке например Австралия, Европа, Канада, Китай, Чили, Ливан. Свой последний релиз Jr.Boy & Kerrie's Blues он записал со своей женой Керри Липай Джонс в 2019 году. 
«…Джонс играет блюз. Некоторые из его песен относятся к 12-тактовому варианту, а некоторые нет, но все они очень блюзовые. Но в них также много соула, а некоторые из его мелодий даже граничат с чистым R&B. Есть также намеки на джаз, которые подчеркивают его время игры с единственным и неповторимым Корнеллом Дюпри».

## Дискография
| Год  | Название                 | Лейбл                       |
| ---- | ------------------------ | --------------------------- |
| 1997 | I Need Time              | JSP Records                 |
| 1998 | Watch What You Say       | Rounder Records             |
| 2001 | Mr Domestic              | Galexc Records              |
| 2006 | Jr. Boy Live             | 43rd Big Idea Records       |
| 2009 | Gettin’ Real             | Electro-Fi Records          |
| 2012 | I Know What It's Like    | 43rd Big Idea Records       |
| 2013 | Ready To Play            | Grounds For Thought Records |
| 2019 | Jr. Boy & Kerrie’s Blues | Galex’C Records             |